# Kolmule
Kolmule (Micromesistius poutassou) eller blåvitling är en havslevande rovfisk av familjen torskfiskar.

## Utseende
Långsträckt kropp med blåaktigt glänsande färg, vanligtvis mörkare upptill och ljusnande längs sidorna ner till den nästan silvervita buken. Mun- och gälhålor är svarta. Tre separata ryggfenor där baserna ej möts (till skillnad från bland annat torsk och skäggtorsk). Två analfenor. Längd upp till 50 cm, vikt upp till 0,83 kg.

## Utbredning
Från Grönlands sydspets över Nordatlanten runt södra Island till Barents hav; vidare söderöver från norra Norge via Skagerack längs östra Atlantkusten och Brittiska öarna ned till västra Medelhavet. Fortsatt mot syd längs Afrikas kust till Kap Bojador på västra Saharakusten. Kan också uppträda vid sydöstra Kanadas och nordöstra USA:s kuster. I Sverige i Skagerack och norra Kattegatt.

## Vanor
Lever i stim på djupt vatten, vanligtvis 50 till 400 m. Kan dock gå så djupt som 2 000 m. Går högre upp under natten. Tar fiskar, kräftdjur, blötdjur och zooplankton både vid bottnen och högre upp.
Kolmulen kan bli 20 år.

## Fortplantning
Kolmulen blir könsmogen omkring tre års ålder.
Leken försiggår på djupt vatten under våren, i varmare vatten redan från januari. Ägg och yngel är pelagiska; ynglen drar sig mot bottnen vid en längd av ungefär 15 cm.

## Ekonomisk betydelse
Kolmulen fiskas både som industrifisk (för att ge olja och fiskmjöl) och matfisk. Den tas framför allt med trål. Även andra metoder som långrev förekommer. Enligt FAO togs 1996 i hela världen 631 120 ton, varav 611 420 ton i Nordatlanten. Största enskilda fångstnation var Norge med 356 054 ton.